# 7862 Кейконакамура
7862 Кейконакамура (7862 Keikonakamura) — астероїд головного поясу, відкритий 2 березня 1981 року.
Тіссеранів параметр щодо Юпітера — 3,305.